# Thuidium brachymenium
Thuidium brachymenium är en bladmossart som beskrevs av Theodor Carl Karl Julius Herzog 1925. Thuidium brachymenium ingår i släktet tujamossor, och familjen Thuidiaceae. Inga underarter finns listade i Catalogue of Life.